# Uracanthus suturalis
Uracanthus suturalis är en skalbaggsart som beskrevs av Lea 1916. Uracanthus suturalis ingår i släktet Uracanthus och familjen långhorningar. Inga underarter finns listade i Catalogue of Life.